# Landtagswahl in Tirol 1961
- SPÖ: 11
- ÖVP: 23
- FPÖ: 2

Die Landtagswahl in Tirol 1961 fand am 22. Oktober 1961 statt, wobei es nur zu geringen Veränderungen gegenüber der Landtagswahl 1957 kam. Die Österreichische Volkspartei (ÖVP) erzielte leichte Gewinne und konnte die absolute Stimmen- und Mandatsmehrheit klar halten. Die Sozialistische Partei Österreichs (SPÖ) musste leichte Verluste hinnehmen, konnte ihren Mandatsstand und den zweiten Platz jedoch klar verteidigen. Die Freiheitliche Partei Österreichs (FPÖ) konnte sich nach den Verlusten 1957 stabilisieren und verbuchte leichte Gewinne. Die Kommunistische Partei Österreichs (KPÖ) konnte erstmals seit 1945 wieder Stimmenanteile gewinnen, verfehlte jedoch den Einzug in den Landtag ebenso klar wie die Liste „Mensch und Tier“ (MT), die lediglich im Wahlkreis Innsbruck-Stadt und Mitte kandidiert hatte.
1961 waren 289.647 Menschen bei der Landtagswahl stimmberechtigt, wobei dies eine Steigerung der Wahlberechtigten um 20.196 Personen bedeutete. Auch die Wahlbeteiligung war gegenüber 1957 leicht von 93,40 % auf 92,43 % gefallen.

## Gesamtergebnis
|                                         | Ergebnisse 1961  | Ergebnisse 1961  | Ergebnisse 1961  | Ergebnisse 1957  | Ergebnisse 1957  | Ergebnisse 1957  | Differenzen | Differenzen | Differenzen |  |
| --------------------------------------- | ---------------- | ---------------- | ---------------- | ---------------- | ---------------- | ---------------- | ----------- | ----------- | ----------- |  |
| Wahlberechtigte                         | 289.647          | 289.647          | 289.647          | 269.451          | 269.451          | 269.451          | + 20.196    | + 20.196    | + 20.196    |  |
| Wahlbeteiligung                         | 92,43 %          | 92,43 %          | 92,43 %          | 93,40 %          | 93,40 %          | 93,40 %          | - 0,97 %    | - 0,97 %    | - 0,97 %    |  |
|                                         | Stimmen          | %                | Mand.            | Stimmen          | %                | Mand.            | Stimmen     | %           | Mand.       |  |
| Abgegebene Stimmen                      | 267.707          |                  |                  | 251.665          |                  |                  | + 16.042    |             |             |  |
| Ungültig                                | 7.324            | 2,74 %           |                  | 6.884            | 2,74 %           |                  | + 440       | ± 0,00 %    |             |  |
| Gültig                                  | 260.383          | 97,26 %          |                  | 244.781          | 97,26 %          |                  | + 15.602    | ± 0,00 %    |             |  |
| Partei                                  |                  |                  |                  |                  |                  |                  |             |             |             |  |
| Österreichische Volkspartei (ÖVP)       | 155.121          | 59,57 %          | 23               | 145.025          | 59,25 %          | 23               | + 10.096    | + 0,32 %    | ± 0         |  |
| Sozialistische Partei Österreichs (SPÖ) | 78.448           | 30,13 %          | 11               | 75.812           | 30,97 %          | 11               | + 2.636     | − 0,84 %    | ± 0         |  |
| Freiheitliche Partei Österreichs (FPÖ)  | 23.620           | 9,07 %           | 2                | 20.739           | 8,47 %           | 2                | + 2.881     | + 0,60 %    | ± 0         |  |
| Kommunistische Partei Österreichs (KPÖ) | 2.773            | 1,06 %           | 0                | 1.909            | 0,78 %           | 0                | + 864       | + 0,28 %    | ± 0         |  |
| Mensch und Tier (MT)                    | 421              | 0,16 %           | 0                | nicht kandidiert | nicht kandidiert | nicht kandidiert | + 421       | + 0,16 %    | ± 0         |  |
| Freie Tiroler Heimatliste (FTH)         | nicht kandidiert | nicht kandidiert | nicht kandidiert | 1.296            | 0,53 %           | 0                | − 1.296     | − 0,53 %    | ± 0         |  |
| Gesamt                                  | 260.383          | 100,00 %         | 36               | 244.781          | 100,00 %         | 36               | + 15.602    |             |             |  |